# (44355) 1998 ST2
(44355) 1998 ST2 est un astéroïde de la ceinture principale.

## Description
(44355) 1998 ST2 est un astéroïde de la ceinture principale. Il fut découvert le 18 septembre 1998 à Colleverde par Vincenzo Silvano Casulli. Il présente une orbite caractérisée par un demi-grand axe de 2,55 UA, une excentricité de 0,08 et une inclinaison de 12,6° par rapport à l'écliptique.
Il a été nommé (44355) Thijsdegraauw mais cette dénomination a été abrogée.